# Chasse aux oiseaux avec un faucon et un arc
La Chasse aux oiseaux avec un faucon et un arc est une tapisserie du XVIe siècle de la collection du Metropolitan Museum of Art de New York. Tissée à partir de fils de laine et de soie teints, la tapisserie fait partie d'une plus grande série de tapisseries de chasse attribuées aux Pays-Bas méridionaux.

## Description
Cette tapisserie, avec ses couleurs riches, regorge de détails accessoires d’animaux, de chasseurs et de bergers. À partir d’un ensemble plus large de scènes qui se déroulent dans un parc de chasse, le sujet principal de cette tapisserie est la chasse aux oiseaux. À l’intérieur de l’enclos, un archer vise un oiseau perché haut dans un arbre fruitier. Son compagnon à gauche lance un leurre au-dessus de sa tête pour récupérer le faucon qui s’élève au-dessus de l’arbre central. De l’autre côté de l’arbre, un héron se débat dans les griffes d’un deuxième faucon. Un chasseur utilise un bâton pour voûter le ruisseau, son chien déjà devant lui. Un berger à proximité a escaladé la clôture pour regarder l’action.